# Villa Gamberaia
Villa Gamberaia, costruita in stile toscano dal gentiluomo-mercante fiorentino Zanobi Lapi all'inizio del 1600, si trova sulla collina di Settignano, con vista sulla città di Firenze (Italia) e sulla circostante Valle dell'Arno.
La villa è famosa per il design unico dei suoi giardini, originariamente allestiti da Zanobi Lapi e dai suoi nipoti nella prima metà del XVII secolo e conservati fino ad oggi con poche modifiche importanti. Secondo Edith Wharton, la Gamberaia era "probabilmente l'esempio più perfetto dell'arte di produrre un grande effetto su piccola scala". Il progetto ha ispirato architetti di giardini e paesaggi in tutto il mondo, tra cui Charles Platt, A. E. Hanson e Ellen Shipman negli Stati Uniti e Cecil Pinsent e Pietro Porcinai in Italia e nel Regno Unito. Nel 2010 la Gamberaia è stata scelta come modello per il "giardino toscano RCSF", ricreato a Snug Harbor, Staten Island, New York.

## Storia e descrizione
La prima menzione della proprietà risale alla fine del XIV secolo e si riferisce alla concessione a Giovanni Benozzo, nel 1398, di un podere e di una casa nel luogo chiamato Gamberaia da parte della badessa di San Martino a Mensola. Il toponimo "gamberaia" si riferisce probabilmente all'allevamento di gamberi d'acqua dolce negli stagni locali. Nel corso del XV e XVI secolo una casa con terreni in parte coltivati e in parte coltivati a vigneto apparteneva alla famiglia Gamberelli: Matteo, i suoi figli, tra cui i noti scultori e architetti Antonio e Bernardo "Rossellino", e i loro discendenti.
Nel 1610 la proprietà fu acquistata da Zanobi Lapi, un ricco e colto mercante fiorentino legato alla corte medicea, e a lui e ai suoi nipoti si deve la costruzione della villa, sulle fondamenta di una precedente casa signorile, e la successiva sistemazione dei giardini. La proprietà e il mecenatismo dei Lapi sono testimoniati da un'iscrizione sull'architrave di una porta all'interno dell'ingresso est della villa ("Zenobius Lapius erexit ac fundavit A.D. MDCX") e dai leoni araldici scolpiti sui vasi sopra la porta del gabinetto rustico e nelle sculture a rilievo del ninfeo (o "grotta di Nettuno"). I documenti dell'epoca di Zanobi menzionano una limonaia, un prato e un bosco di lecci, che rimangono parti essenziali della pianta del giardino, e i condotti che convogliano l'acqua dalle sorgenti sopra il ninfeo alle diverse fontane, un complesso sistema idraulico che funziona ancora oggi. Non sono stati identificati gli architetti che costruirono la villa e realizzarono l'imponente progetto ingegneristico che estese la terrazza principale della villa verso sud, creando così il lungo asse nord-sud del campo da bocce e l'area del parterre. Studi recenti, tuttavia, indicano la tradizione architettonica fiorentina di Bartolomeo Ammannati, Bernardo Buontalenti e Giovanni Battista Caccini e l'influenza nei giardini e nelle grotte del progettista teatrale Giulio Parigi.
Nel 1718, con il declino delle fortune dei Lapi , la proprietà fu divisa tra le famiglie Capponi e Cerretani. La villa con i suoi giardini formali passò a Piero e Vincenzo Capponi, che ne intrapresero il restauro. La mappa della tenuta dei Capponi, o cabreo, risalente al 1725 circa, documenta i loro miglioramenti e abbellimenti, in particolare l'aggiunta di busti e statue (allegorie delle stagioni) nel gabinetto rustico.
L'incisione della villa di Giuseppe Zocchi, inclusa nelle sue Vedute delle Ville e d'altri luoghi della Toscana del 1744, raffigura la bella facciata verso Firenze, la serie di terrazze su cui sono stati costruiti la casa e i giardini, la recente piantumazione di giovani cipressi lungo la strada d'ingresso e il margine meridionale del viale del giardino, e le mostre della fontana. Altre due incisioni mostrano il cancello d'ingresso su via del Rossellino e le strade di campagna che costeggiano la villa a nord-est. Le stampe di Zocchi erano particolarmente apprezzate dai visitatori del Grand Tour e rivelano il crescente prestigio internazionale della Gamberaia.
Nella seconda metà dell'Ottocento, in seguito alla vendita della villa nel 1854 da parte dell'ultimo proprietario Capponi a Pietro Favreau di Guadalupe, la proprietà è stata rivenduta diverse volte e negli anni Novanta del XIX secolo sembra fosse stata lasciata all'incuria. Carlo Placci, Serge Wolkonski e Gabriele D'Annunzio, che visitarono i giardini negli anni Novanta del XIX secolo, notarono tutti segni di decadenza, ma ne percepirono anche l'atmosfera misteriosa e poetica. E furono proprio il silenzio e la tranquillità del luogo ad attrarre la principessa rumena Catherine Jeanne Ghyka, sorella della regina Nathalie di Serbia, e a spingerla ad acquistare la villa nel 1896.
Negli anni successivi, 1898-1900, la principessa Ghyka intraprese l'intervento più audace nel giardino dalla sua creazione - e l'unica innovazione di rilievo fino ad oggi - sostituendo le vecchie aiuole del parterre dei Capponi, che nel frattempo si erano degradate a mero orto, con eleganti vasche speculari, delimitate da colorate piante da fiore. Sebbene inizialmente il nuovo progetto abbia suscitato sia critiche che applausi, il parterre d'eau divenne ben presto il simbolo della Gamberaia, dipinto, fotografato e studiato da artisti, architetti e appassionati di giardini di tutto il mondo.
I giardini erano anche il luogo di ritrovo preferito dagli amici e dalle famiglie di Pr.ss Ghyka e della sua compagna americana, l'artista Florence Blood, e dagli espatriati anglo-americani ed europei che avevano preso casa sulle colline di Settignano e Fiesole, tra cui Benard e Mary Berenson a Villa I Tatti, Janet Ross a Poggio Gherardo, Vernon Lee a Il Palmerino e Sybil Cutting e Geoffrey Scott a Villa Medici. Tra i vicini e i visitatori c'erano anche Leo e Nina Stein, Neith Boyce e suo marito Hutchins Hapgood, l'artista Edward Bruce, lo scenografo e costumista Léon Bakst, lo scultore Adolf von Hildebrand, i collezionisti di Cézanne Egisto Fabbri e Charles Loeser e Arthur Acton. Come ricordò in seguito Bernard Berenson, "per anni Gamberaia rimase uno dei fari, uno dei ritrovi della mia vita".
Non passò molto tempo, tuttavia, prima che la Prima Guerra Mondiale e la Rivoluzione Russa interrompessero lo stile di vita tranquillo e relativamente spensierato delle due donne della Gamberaia. Nel 1925 Florence Blood morì dopo una lunga malattia contratta durante il servizio ospedaliero in Francia e la principessa Ghyka, che aveva perso la maggior parte delle sue terre e delle loro entrate durante la Rivoluzione russa, vendette la villa e si ritirò in una casa più piccola nelle vicinanze. Si dice che non approvasse le modifiche che la nuova proprietaria, l'americana Maud Cass Ledyard, vedova del diplomatico tedesco Barone von Ketteler, apportò al parterre, dove le bordure fiorite delle vasche furono sostituite con bossi rifilati e tassi e cipressi scolpiti, creando un effetto più formale, sempreverde e architettonico in stile neorinascimentale.
Durante la seconda guerra mondiale la villa fu espropriata dal governo fascista (insieme ad altre proprietà in tutta Italia appartenenti a cittadini di "nazioni nemiche") e occupata in parte dall'Istituto geografico militare di Firenze e in parte, dalla primavera del 1944, da un comando tedesco. In agosto la Villa fu devastata da un incendio appiccato dalle forze tedesche in ritirata, distruggendo gran parte degli interni Nel 1952 la baronessa von Ketteler, tornata negli Stati Uniti, donò la proprietà, che aveva lasciato nelle mani del suo custode, al Vaticano.
La storia recente della proprietà è legata al nome di Marcello Marchi, un industriale fiorentino che acquistò la villa dal Vaticano nel 1954 e che lavorò a stretto contatto con l'architetto Raffaello Trinci per ricostruire e ristrutturare la casa e restaurare i giardini, che nel 1956 furono dichiarati di importanza storica e artistica nazionale e aperti al pubblico. Un decennio dopo, l'architetto e fotografo ungherese-americano Balthazar Korab immortalò i giardini nel suo famoso saggio fotografico Gamberaia.

Dal 1994 gli eredi Marchi (morta nel 1998) e Zalum, hanno continuato a migliorare e valorizzare la villa ed i giardini e a farne una sede per eventi privati e iniziative culturali.

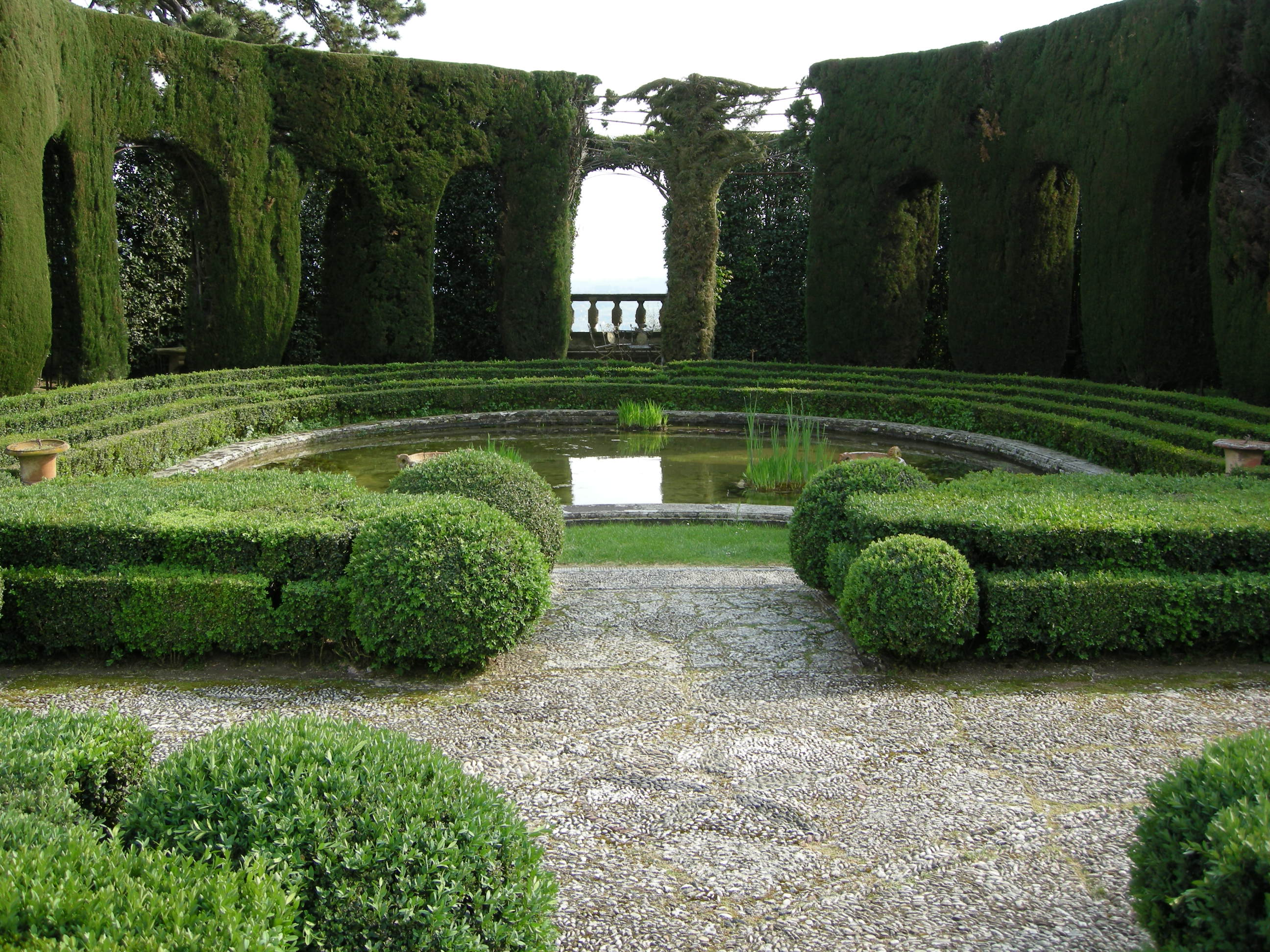
Emiciclo
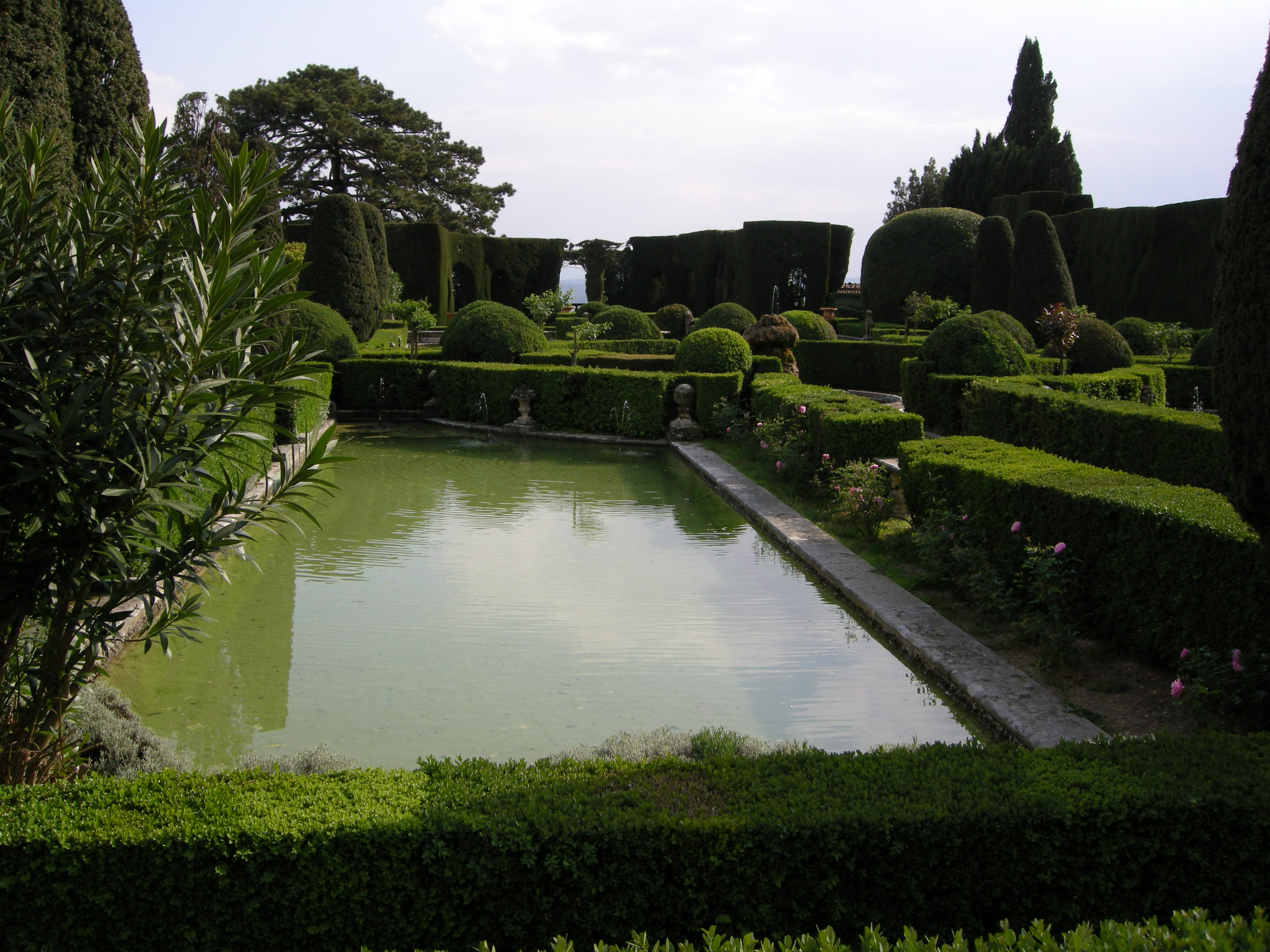
Parterre d'acqua
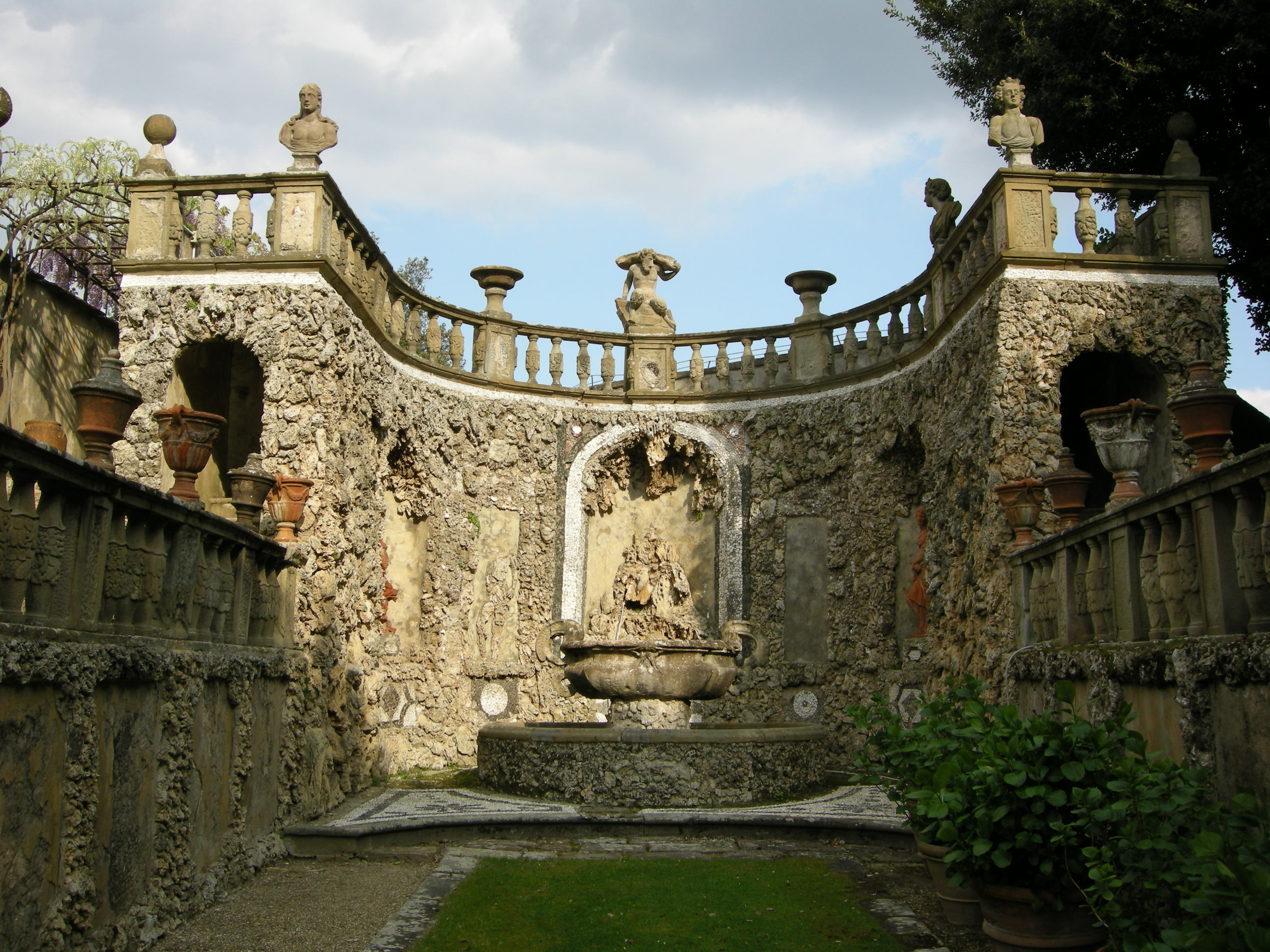
Gabinetto rustico
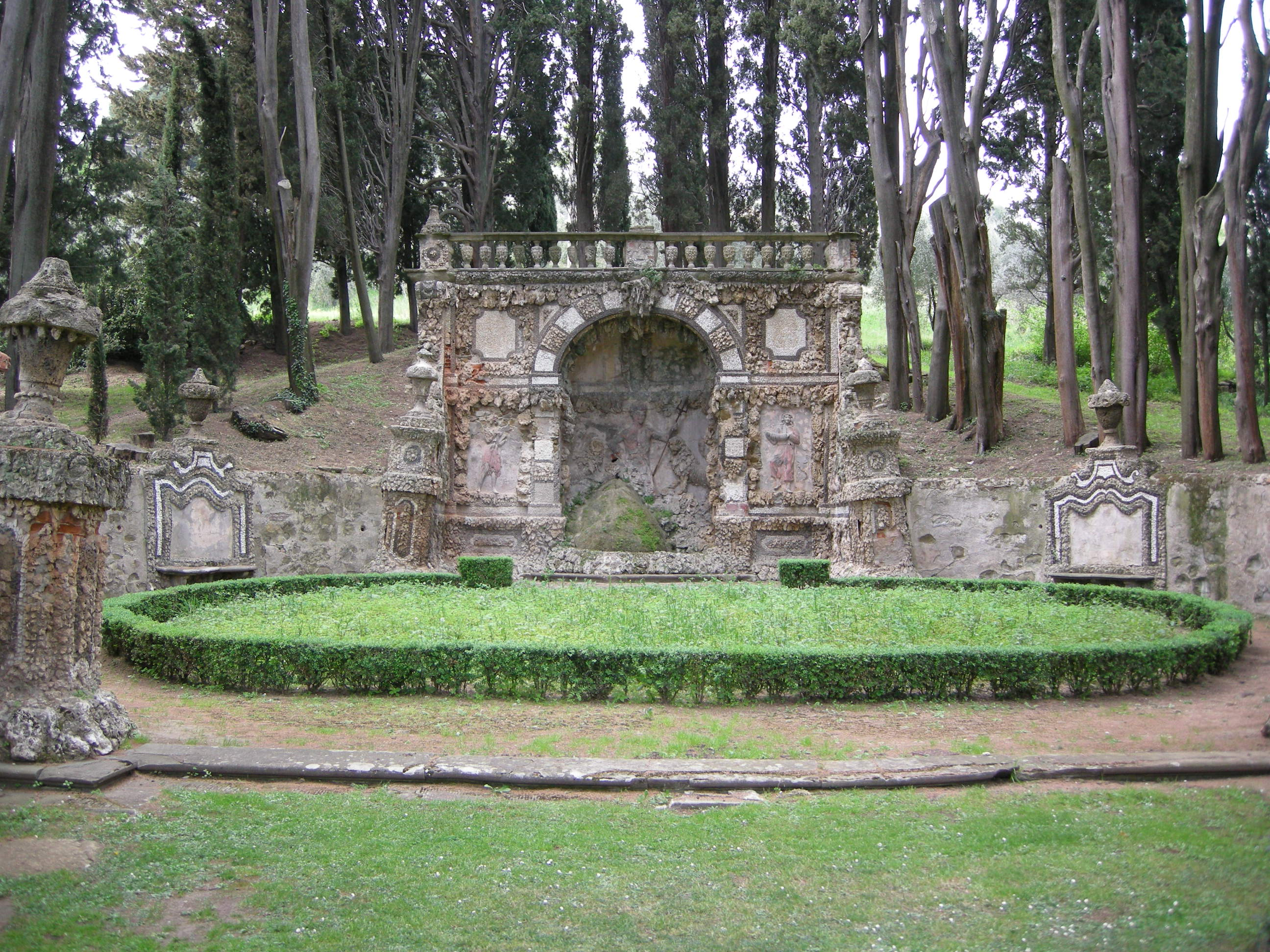
Ninfeo